# Josse Abrahams
Josse Marie Alfred Abrahams (Sint-Truiden, 5 februari 1963,) is een Belgisch redacteur, journalist en bestuurder.

## Levensloop
Van 1988 tot 2003 was hij redacteur economie en onder meer ook verantwoordelijke voor de regionale pagina's bij De Morgen.
In februari 2003 werd hij aangesteld als voorzitter van Vlaamse Vereniging van Journalisten (VVJ) in opvolging van Luc Standaert. In juni 2003 nam hij ontslag uit deze functie nadat hij de journalistiek had ingeruild voor een job als communicatieverantwoordelijke bij de Antwerpse vestiging van BASF. Hij werd als voorzitter van de VVJ opgevolgd door Luc Standaert, in de hoedanigheid van waarnemend voorzitter.
In december 2007 ging hij aan de slag als communicatieverantwoordelijke van de Koning Boudewijnstichting en in augustus 2017 werd hij persverantwoordelijke van 11.11.11.
In februari 2021 werd hij woordvoerder van minister van Ontwikkelingssamenwerking Meryame Kitir. Hij verliet het kabinet in juli van dat jaar. 
Josse Abrahams is momenteel communicatiemanager van het AZ Jan Palfijn in Gent.
Hij vervult verschillende bestuursmandaten. Zo is hij lid van de Raad van Bestuur van de vzw Voluit Evergem/Gent die mensen met een beperking ondersteunt.
Hij is sinds augustus 2024 voorzitter de vzw Wereldmediahuis die Mo* Magazine uitgeeft en de nieuwssite voor mondiaal nieuws beheert.
Josse Abrahams is ook actief lid van Viadukaduk, de bewonersgroep van de Gentse deelgemeente Gentbrugge die ijvert voor de afbraak van het viaduct van de E17 in de gemment.